# Wilburton (Oklahoma)
Wilburton ist eine City und gleichzeitig Verwaltungssitz (County Seat) des Latimer County im US-Bundesstaat Oklahoma. Das U.S. Census Bureau hat bei der Volkszählung 2020 eine Einwohnerzahl von 2.285 ermittelt.

## Geographie
Die nächstgelegene größere Stadt Fort Smith im benachbarten Bundesstaat Arkansas befindet sich ca. 100 Kilometer entfernt im Nordosten. McAlester liegt in einer Entfernung von 40 Kilometern in westlicher Richtung. Der Oklahoma State Highway 2 und der U.S. Highway 270 kreuzen sich in Wilburton.

## Geschichte

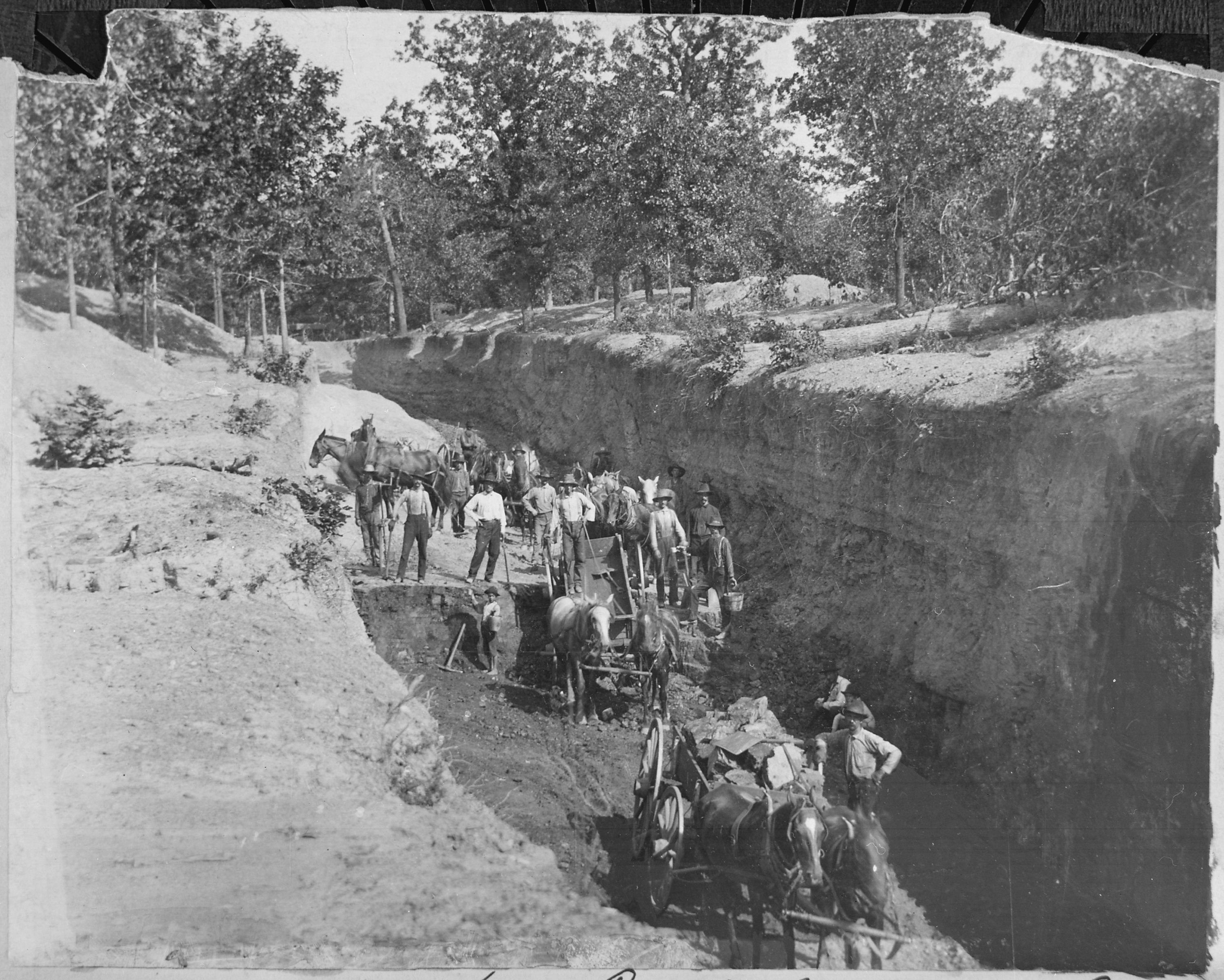
Arbeit im Kohletagebau, 1898

Ureinwohner der Region waren verschiedene Indianerstämme, die überwiegend dem Volk der Choctaw angehörten. Im Jahr 1890 wurde der Ort als Zwischenstation der Butterfield-Overland-Mail-Postkutschenstrecke angelegt. Der Name Wilburton geht mit hoher Wahrscheinlichkeit auf Will Burton zurück, der als Sachverständiger am Bau einer Eisenbahnstrecke der Choctaw Coal and Railway Company beteiligt war. Hauptlebensgrundlage der Siedler war zunächst die Viehwirtschaft. Im frühen 20. Jahrhundert wurde der Kohlebergbau zum dominierenden Industriezweig. Die Kohle wurde in den 1940er und 1950er Jahren überwiegend im Tagebau gewonnen. Viele der benötigten Minenarbeiter kamen aus Westeuropa, ein Großteil aus Italien. Der Ort wurde auch von einigen Katastrophen heimgesucht. So verloren bei Minenunglücken mehrere Arbeiter ihr Leben und auch ein 1960 plötzlich auftretender Tornado forderte 13 Todesopfer.
Einige historisch wertvolle Gebäude und Plätze aus den Anfängen des Ortes sind im National Register of Historic Places aufgeführt, dazu zählen die Mitchell Hall (NR 80003270), das Rosenstein Building (NR 80003271) und die Sacred Heart Catholic Church and Rectory (NR 80003272).

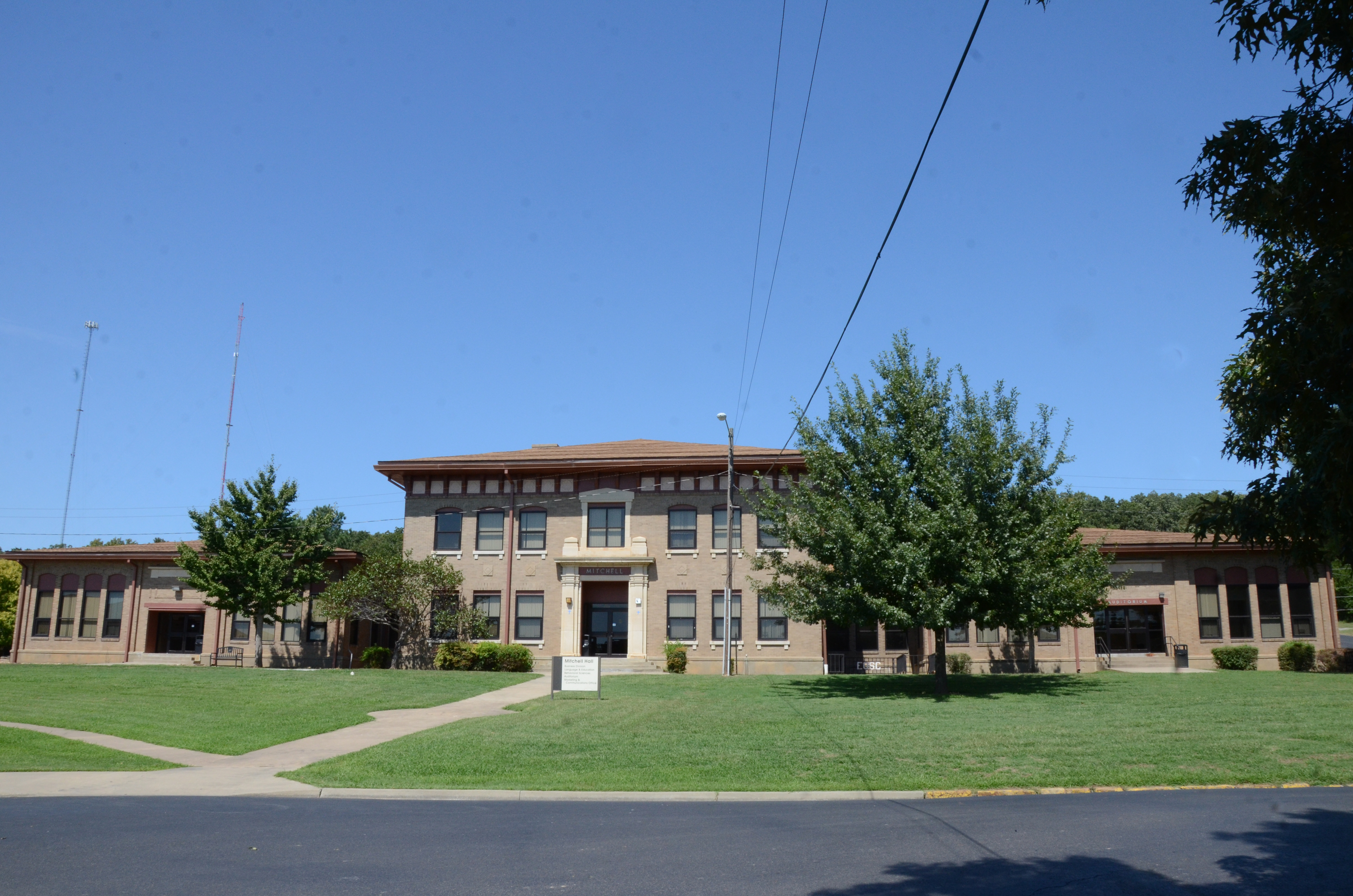
Mitchell Hall
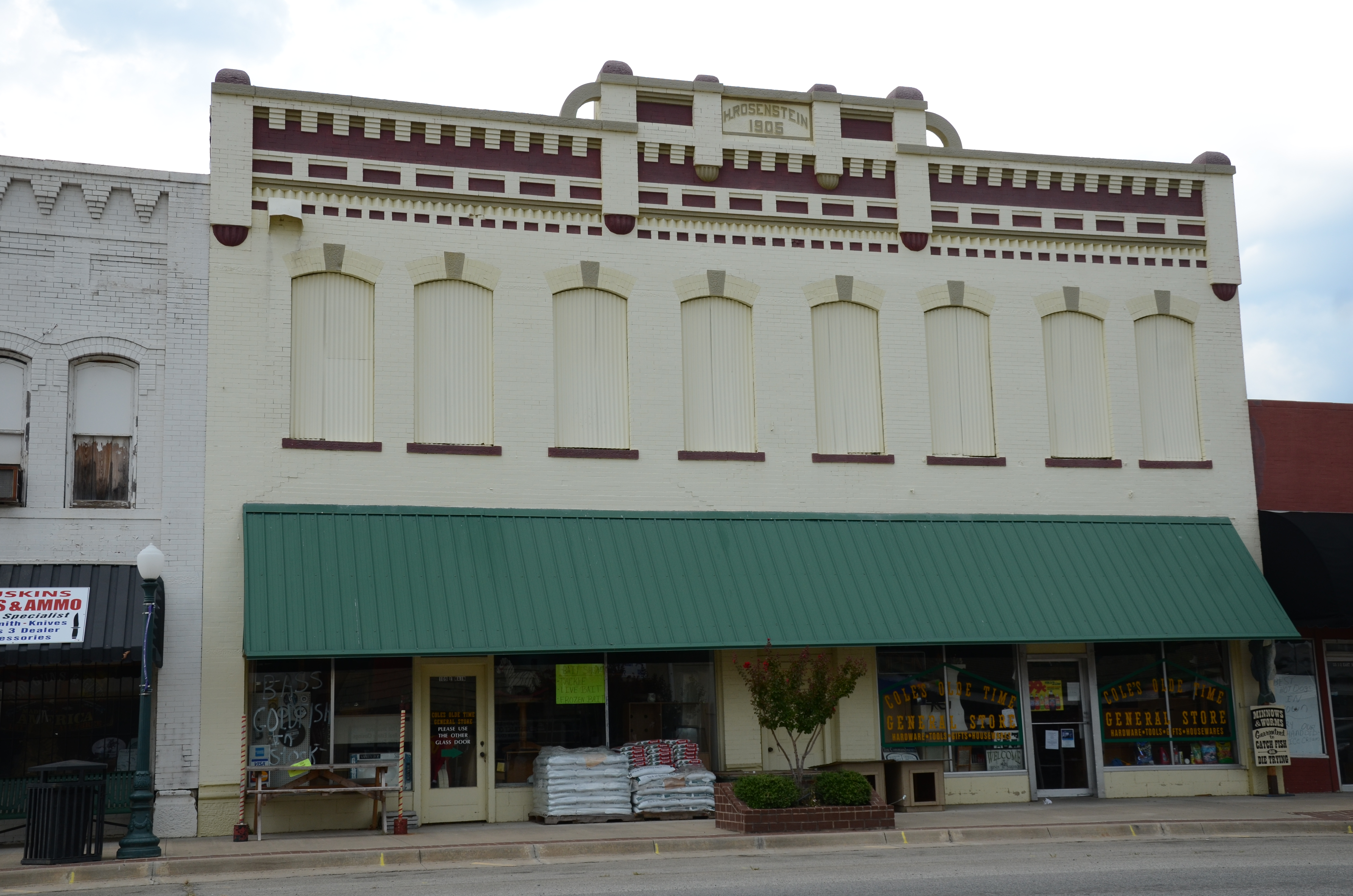
Rosenstein Building
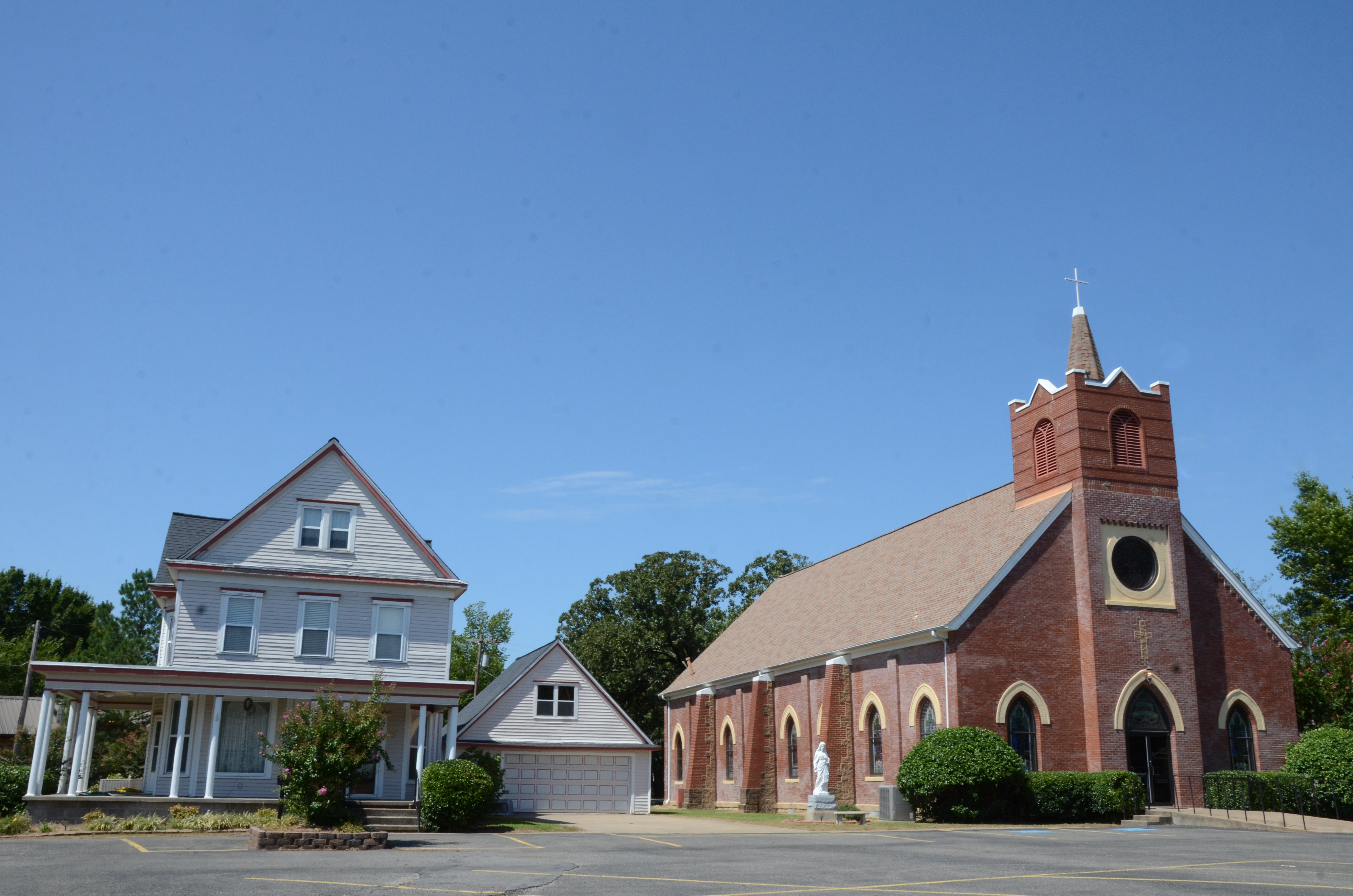
Sacred Heart Catholic Church and Rectory

## Demografische Daten
Im Jahr 2014 wurde eine Einwohnerzahl von 2734 Personen ermittelt, was eine Abnahme um 8,0 % gegenüber dem Jahr 2000 bedeutet. Das Durchschnittsalter der Bewohner lag im Jahr 2014 mit 30,8 Jahren unter dem Durchschnittswert von Oklahoma, der 36,2 Jahre betrug. Der Anteil der auf die Ureinwohner zurückzuführenden Einwohner betrug zu diesem Zeitpunkt 12,6 %.